# 教科書にのせたい!
『教科書にのせたい!』（きょうかしょにのせたい）は、2011年4月19日から2012年9月4日まで、TBS系列で毎週火曜19:56 - 20:54（JST）に放送された教養バラエティ番組である。ハイビジョン制作。

## 概要
大学教授など様々な知識人（知のカリスマ）にアンケートを取り、自らが知っている「教科書に載せたい」新事実や歴史の意外な背景、知られざる科学の世界などを貴重映像や解説を交え、「国語」「数学」「理科」「社会」「道徳」など科目ごとに紹介していく。また、
タイトルロゴには「Let's put it on the TEXTBOOK!」の英文が付け加えられている。
2010年6月より特別番組として3回の放送を経て、2011年4月にレギュラー番組化された。ウッチャンナンチャンにとっては『ウンナンのラフな感じで。』以来8か月ぶりのTBSでのレギュラー番組となった。2012年9月4日放送分をもって終了。本番組の終了後のTBS系火曜20時枠は、MBS制作枠となり、TBS制作枠は日曜20時枠に移行し、『日曜ゴールデンで何やってんだテレビ』が放送された。

## 出演

### 司会
- 内村光良（ウッチャンナンチャン）
- 松本志のぶ（ - 2011年9月・2012年4月24日 - ）[注 2][注 3]
- 出水麻衣（TBSアナウンサー、2011年10月 - 2012年3月） - 松本の産休時の代役

#### レギュラーパネラー
- 南原清隆（ウッチャンナンチャン）
- 伊集院光 - 単発時代から
- 上田竜也（KAT-TUN） - レギュラー放送から

## ネット局

### パイロット版
| 放送対象地域   | 放送局                   | 系列    | 放送日時                          | ネット状況 |
| -------------- | ------------------------ | ------- | --------------------------------- | ---------- |
| 関東広域圏     | TBSテレビ (TBS)          | TBS系列 | 2010年6月24日（木） 19:00 - 20:54 | 制作局     |
| 岩手県         | IBC岩手放送 (IBC)        | TBS系列 | 2010年6月24日（木） 19:00 - 20:54 | 同時ネット |
| 宮城県         | 東北放送 (TBC)           | TBS系列 | 2010年6月24日（木） 19:00 - 20:54 | 同時ネット |
| 山形県         | テレビユー山形 (TUY)     | TBS系列 | 2010年6月24日（木） 19:00 - 20:54 | 同時ネット |
| 福島県         | テレビユー福島 (TUF)     | TBS系列 | 2010年6月24日（木） 19:00 - 20:54 | 同時ネット |
| 山梨県         | テレビ山梨 (UTY)         | TBS系列 | 2010年6月24日（木） 19:00 - 20:54 | 同時ネット |
| 新潟県         | 新潟放送 (BSN)           | TBS系列 | 2010年6月24日（木） 19:00 - 20:54 | 同時ネット |
| 長野県         | 信越放送 (SBC)           | TBS系列 | 2010年6月24日（木） 19:00 - 20:54 | 同時ネット |
| 富山県         | チューリップテレビ (TUT) | TBS系列 | 2010年6月24日（木） 19:00 - 20:54 | 同時ネット |
| 石川県         | 北陸放送 (MRO)           | TBS系列 | 2010年6月24日（木） 19:00 - 20:54 | 同時ネット |
| 近畿広域圏     | 毎日放送 (MBS)           | TBS系列 | 2010年6月24日（木） 19:00 - 20:54 | 同時ネット |
| 岡山県・香川県 | 山陽放送 (RSK)           | TBS系列 | 2010年6月24日（木） 19:00 - 20:54 | 同時ネット |
| 広島県         | 中国放送 (RCC)           | TBS系列 | 2010年6月24日（木） 19:00 - 20:54 | 同時ネット |
| 愛媛県         | あいテレビ (itv)         | TBS系列 | 2010年6月24日（木） 19:00 - 20:54 | 同時ネット |
| 長崎県         | 長崎放送 (NBC)           | TBS系列 | 2010年6月24日（木） 19:00 - 20:54 | 同時ネット |
| 熊本県         | 熊本放送 (RKK)           | TBS系列 | 2010年6月24日（木） 19:00 - 20:54 | 同時ネット |

### パイロット版2
| 放送対象地域   | 放送局                   | 系列    | 放送日時                          | ネット状況 |
| -------------- | ------------------------ | ------- | --------------------------------- | ---------- |
| 関東広域圏     | TBSテレビ (TBS)          | TBS系列 | 2010年9月30日（木） 21:00 - 23:04 | 制作局     |
| 北海道         | 北海道放送 (HBC)         | TBS系列 | 2010年9月30日（木） 21:00 - 23:04 | 同時ネット |
| 青森県         | 青森テレビ (ATV)         | TBS系列 | 2010年9月30日（木） 21:00 - 23:04 | 同時ネット |
| 岩手県         | IBC岩手放送 (IBC)        | TBS系列 | 2010年9月30日（木） 21:00 - 23:04 | 同時ネット |
| 宮城県         | 東北放送 (TBC)           | TBS系列 | 2010年9月30日（木） 21:00 - 23:04 | 同時ネット |
| 山形県         | テレビユー山形 (TUY)     | TBS系列 | 2010年9月30日（木） 21:00 - 23:04 | 同時ネット |
| 福島県         | テレビユー福島 (TUF)     | TBS系列 | 2010年9月30日（木） 21:00 - 23:04 | 同時ネット |
| 山梨県         | テレビ山梨 (UTY)         | TBS系列 | 2010年9月30日（木） 21:00 - 23:04 | 同時ネット |
| 新潟県         | 新潟放送 (BSN)           | TBS系列 | 2010年9月30日（木） 21:00 - 23:04 | 同時ネット |
| 長野県         | 信越放送 (SBC)           | TBS系列 | 2010年9月30日（木） 21:00 - 23:04 | 同時ネット |
| 静岡県         | 静岡放送 (SBS)           | TBS系列 | 2010年9月30日（木） 21:00 - 23:04 | 同時ネット |
| 富山県         | チューリップテレビ (TUT) | TBS系列 | 2010年9月30日（木） 21:00 - 23:04 | 同時ネット |
| 石川県         | 北陸放送 (MRO)           | TBS系列 | 2010年9月30日（木） 21:00 - 23:04 | 同時ネット |
| 中京広域圏     | 中部日本放送 (CBC)       | TBS系列 | 2010年9月30日（木） 21:00 - 23:04 | 同時ネット |
| 近畿広域圏     | 毎日放送 (MBS)           | TBS系列 | 2010年9月30日（木） 21:00 - 23:04 | 同時ネット |
| 鳥取県・島根県 | 山陰放送 (BSS)           | TBS系列 | 2010年9月30日（木） 21:00 - 23:04 | 同時ネット |
| 岡山県・香川県 | 山陽放送 (RSK)           | TBS系列 | 2010年9月30日（木） 21:00 - 23:04 | 同時ネット |
| 広島県         | 中国放送 (RCC)           | TBS系列 | 2010年9月30日（木） 21:00 - 23:04 | 同時ネット |
| 山口県         | テレビ山口 (tys)         | TBS系列 | 2010年9月30日（木） 21:00 - 23:04 | 同時ネット |
| 愛媛県         | あいテレビ (itv)         | TBS系列 | 2010年9月30日（木） 21:00 - 23:04 | 同時ネット |
| 高知県         | テレビ高知 (KUTV)        | TBS系列 | 2010年9月30日（木） 21:00 - 23:04 | 同時ネット |
| 福岡県         | RKB毎日放送(rkb)         | TBS系列 | 2010年9月30日（木） 21:00 - 23:04 | 同時ネット |
| 長崎県         | 長崎放送 (NBC)           | TBS系列 | 2010年9月30日（木） 21:00 - 23:04 | 同時ネット |
| 熊本県         | 熊本放送 (RKK)           | TBS系列 | 2010年9月30日（木） 21:00 - 23:04 | 同時ネット |
| 大分県         | 大分放送 (OBS)           | TBS系列 | 2010年9月30日（木） 21:00 - 23:04 | 同時ネット |
| 宮崎県         | 宮崎放送 (MRT)           | TBS系列 | 2010年9月30日（木） 21:00 - 23:04 | 同時ネット |
| 鹿児島県       | 南日本放送 (MBC)         | TBS系列 | 2010年9月30日（木） 21:00 - 23:04 | 同時ネット |
| 沖縄県         | 琉球放送 (RBC)           | TBS系列 | 2010年9月30日（木） 21:00 - 23:04 | 同時ネット |

### パイロット版3
| 放送対象地域   | 放送局                   | 系列    | 放送日時                          | ネット状況 |
| -------------- | ------------------------ | ------- | --------------------------------- | ---------- |
| 関東広域圏     | TBSテレビ (TBS)          | TBS系列 | 2011年1月27日（木） 19:00 - 20:54 | 制作局     |
| 北海道         | 北海道放送 (HBC)         | TBS系列 | 2011年1月27日（木） 19:00 - 20:54 | 同時ネット |
| 岩手県         | IBC岩手放送 (IBC)        | TBS系列 | 2011年1月27日（木） 19:00 - 20:54 | 同時ネット |
| 宮城県         | 東北放送 (TBC)           | TBS系列 | 2011年1月27日（木） 19:00 - 20:54 | 同時ネット |
| 山形県         | テレビユー山形 (TUY)     | TBS系列 | 2011年1月27日（木） 19:00 - 20:54 | 同時ネット |
| 福島県         | テレビユー福島 (TUF)     | TBS系列 | 2011年1月27日（木） 19:00 - 20:54 | 同時ネット |
| 山梨県         | テレビ山梨 (UTY)         | TBS系列 | 2011年1月27日（木） 19:00 - 20:54 | 同時ネット |
| 新潟県         | 新潟放送 (BSN)           | TBS系列 | 2011年1月27日（木） 19:00 - 20:54 | 同時ネット |
| 長野県         | 信越放送 (SBC)           | TBS系列 | 2011年1月27日（木） 19:00 - 20:54 | 同時ネット |
| 静岡県         | 静岡放送 (SBS)           | TBS系列 | 2011年1月27日（木） 19:00 - 20:54 | 同時ネット |
| 富山県         | チューリップテレビ (TUT) | TBS系列 | 2011年1月27日（木） 19:00 - 20:54 | 同時ネット |
| 近畿広域圏     | 毎日放送 (MBS)           | TBS系列 | 2011年1月27日（木） 19:00 - 20:54 | 同時ネット |
| 岡山県・香川県 | 山陽放送 (RSK)           | TBS系列 | 2011年1月27日（木） 19:00 - 20:54 | 同時ネット |
| 広島県         | 中国放送 (RCC)           | TBS系列 | 2011年1月27日（木） 19:00 - 20:54 | 同時ネット |
| 愛媛県         | あいテレビ (itv)         | TBS系列 | 2011年1月27日（木） 19:00 - 20:54 | 同時ネット |
| 長崎県         | 長崎放送 (NBC)           | TBS系列 | 2011年1月27日（木） 19:00 - 20:54 | 同時ネット |
| 熊本県         | 熊本放送 (RKK)           | TBS系列 | 2011年1月27日（木） 19:00 - 20:54 | 同時ネット |
| 鹿児島県       | 南日本放送 (MBC)         | TBS系列 | 2011年1月27日（木） 19:00 - 20:54 | 同時ネット |

### レギュラー版
| 放送対象地域   | 放送局                   | 系列    | 放送日時           | ネット状況 |
| -------------- | ------------------------ | ------- | ------------------ | ---------- |
| 関東広域圏     | TBSテレビ (TBS)          | TBS系列 | 火曜 19:56 - 20:54 | 制作局     |
| 北海道         | 北海道放送 (HBC)         | TBS系列 | 火曜 19:56 - 20:54 | 同時ネット |
| 青森県         | 青森テレビ (ATV)         | TBS系列 | 火曜 19:56 - 20:54 | 同時ネット |
| 岩手県         | IBC岩手放送 (IBC)        | TBS系列 | 火曜 19:56 - 20:54 | 同時ネット |
| 宮城県         | 東北放送 (TBC)           | TBS系列 | 火曜 19:56 - 20:54 | 同時ネット |
| 山形県         | テレビユー山形 (TUY)     | TBS系列 | 火曜 19:56 - 20:54 | 同時ネット |
| 福島県         | テレビユー福島 (TUF)     | TBS系列 | 火曜 19:56 - 20:54 | 同時ネット |
| 山梨県         | テレビ山梨 (UTY)         | TBS系列 | 火曜 19:56 - 20:54 | 同時ネット |
| 新潟県         | 新潟放送 (BSN)           | TBS系列 | 火曜 19:56 - 20:54 | 同時ネット |
| 長野県         | 信越放送 (SBC)           | TBS系列 | 火曜 19:56 - 20:54 | 同時ネット |
| 静岡県         | 静岡放送 (SBS)           | TBS系列 | 火曜 19:56 - 20:54 | 同時ネット |
| 富山県         | チューリップテレビ (TUT) | TBS系列 | 火曜 19:56 - 20:54 | 同時ネット |
| 石川県         | 北陸放送 (MRO)           | TBS系列 | 火曜 19:56 - 20:54 | 同時ネット |
| 中京広域圏     | 中部日本放送 (CBC)       | TBS系列 | 火曜 19:56 - 20:54 | 同時ネット |
| 近畿広域圏     | 毎日放送 (MBS)           | TBS系列 | 火曜 19:56 - 20:54 | 同時ネット |
| 鳥取県・島根県 | 山陰放送 (BSS)           | TBS系列 | 火曜 19:56 - 20:54 | 同時ネット |
| 岡山県・香川県 | 山陽放送 (RSK)           | TBS系列 | 火曜 19:56 - 20:54 | 同時ネット |
| 広島県         | 中国放送 (RCC)           | TBS系列 | 火曜 19:56 - 20:54 | 同時ネット |
| 山口県         | テレビ山口 (tys)         | TBS系列 | 火曜 19:56 - 20:54 | 同時ネット |
| 愛媛県         | あいテレビ (itv)         | TBS系列 | 火曜 19:56 - 20:54 | 同時ネット |
| 高知県         | テレビ高知 (KUTV)        | TBS系列 | 火曜 19:56 - 20:54 | 同時ネット |
| 福岡県         | RKB毎日放送(rkb)         | TBS系列 | 火曜 19:56 - 20:54 | 同時ネット |
| 長崎県         | 長崎放送 (NBC)           | TBS系列 | 火曜 19:56 - 20:54 | 同時ネット |
| 熊本県         | 熊本放送 (RKK)           | TBS系列 | 火曜 19:56 - 20:54 | 同時ネット |
| 大分県         | 大分放送 (OBS)           | TBS系列 | 火曜 19:56 - 20:54 | 同時ネット |
| 宮崎県         | 宮崎放送 (MRT)           | TBS系列 | 火曜 19:56 - 20:54 | 同時ネット |
| 鹿児島県       | 南日本放送 (MBC)         | TBS系列 | 火曜 19:56 - 20:54 | 同時ネット |
| 沖縄県         | 琉球放送 (RBC)           | TBS系列 | 火曜 19:56 - 20:54 | 同時ネット |

## 主なスタッフ
- 作・構成 - シマダ秀樹、上野耕平、古井知克、木南広明、榊暁彦
- 声の出演 - 窪田等、山田みほ、武田広
- TM - 荒木健一
- TD - 寺尾昭彦、山田賢司
- VE - 佐藤公幸
- カメラ - 川井由紀男
- 音声 - 田村真紀、藤井勝彦
- ロケ技術 - 東通、EAT、MARIPOSA COMPANY、Pro Cam、スウィッシュ・ジャパン、六分儀、アビス、コスモスペース、J-crew
- EED・MA - ザ・チューブ
- 選曲 - 佐藤卓嗣
- 番宣 - 反町浩之
- 美術プロデューサー - 東立
- 美術デザイナー - 太田卓志
- 美術制作 - 町山充洋
- 大道具 - 谷平真二
- 操作 - 坂上好明、高久紀子
- 小道具 - 川原栄一、東山浩美
- 電飾 - 川俣ゆうき、石野祥一
- 装飾 - 青木剛、古川明音
- 化粧 - 遠藤敏子
- 編成 - 畠山渉
- 公開放送 - 松元裕二
- 演出補 - 白坂亮介、佐藤江美、佐藤洋紀、永井純平、水谷友亮
- 演出 - 新井康孝、飯田晃嘉、鬼頭明、坂田能成、植木一実、中野テツジロ、倉本拓（週替わり）
- 総合演出 - 坂田栄治、首藤光典（以前は、チーフディレクター）
- プロデューサー - 菊野浩樹、早瀬志都加、田村恵里／坂本真起子、大久保徳宏、春日孝夫
- 制作プロデューサー - 笠原啓
- 制作協力 - 極東電視台、TBS-V
- 制作 - TBSテレビ

### 歴代のスタッフ

#### パイロット版
- ナレーション - 来宮良子
- 演出 - 小野鉄博、関本文彦、高橋久直、小林圭子
- 編成 - 坂田栄治
- AP - 井上あつし、山際梨紗

#### レギュラー版
- TM - 石川博章
- 番宣 - 橋本浩史
- 編成 - 戸田郁夫
- プロデューサー - 樋江井彰敏、加藤義人、長澤智美、富田茂
- 制作協力 - テレビマンユニオン